# هیکوئیه
هیکوئیه، روستایی از توابع بخش کوهساران شهرستان راور در استان کرمان ایران است.

## جمعیت
این روستا در دهستان حرجند قرار دارد و براساس سرشماری مرکز آمار ایران در سال ۱۳۸۵، جمعیت آن ۱۲۲ نفر (۳۴خانوار) بوده‌است.